# Lukavac (Valjevo)
Lukavac (Servisch cyrillisch Лукавац) is een plaats in de Servische gemeente Valjevo. De plaats telt 1054 inwoners (2002).

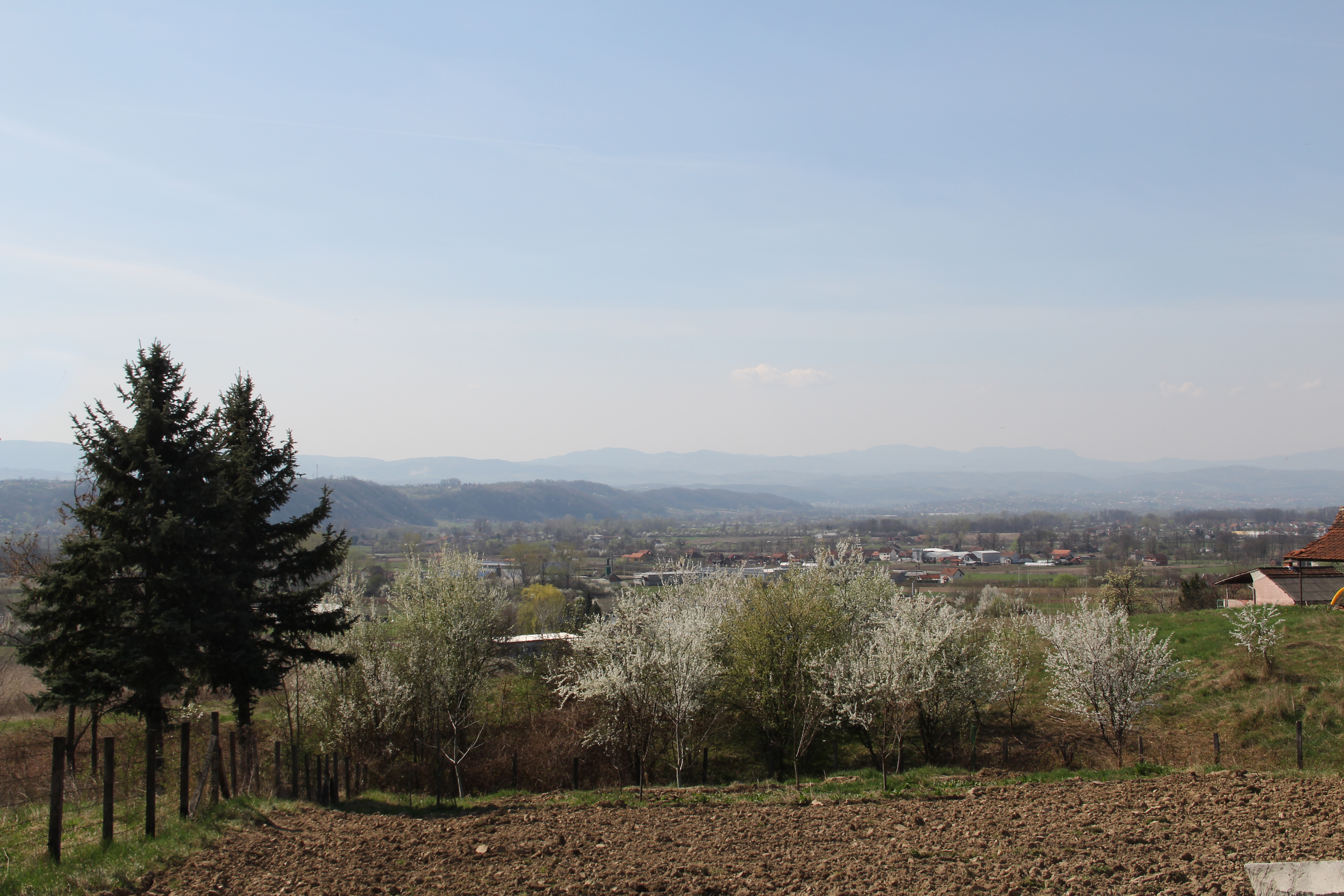
Lukavac - panorama
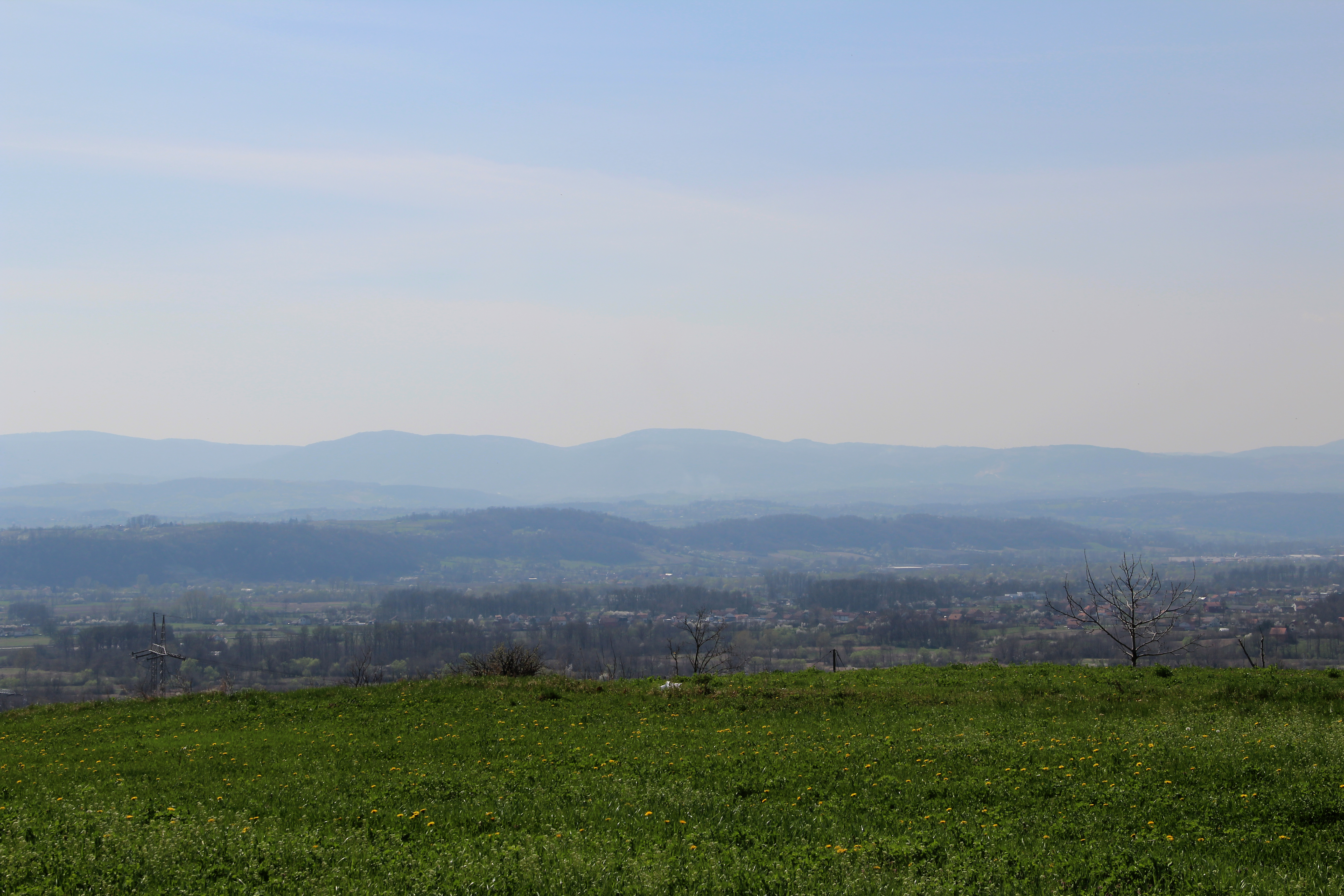
Lukavac - panorama
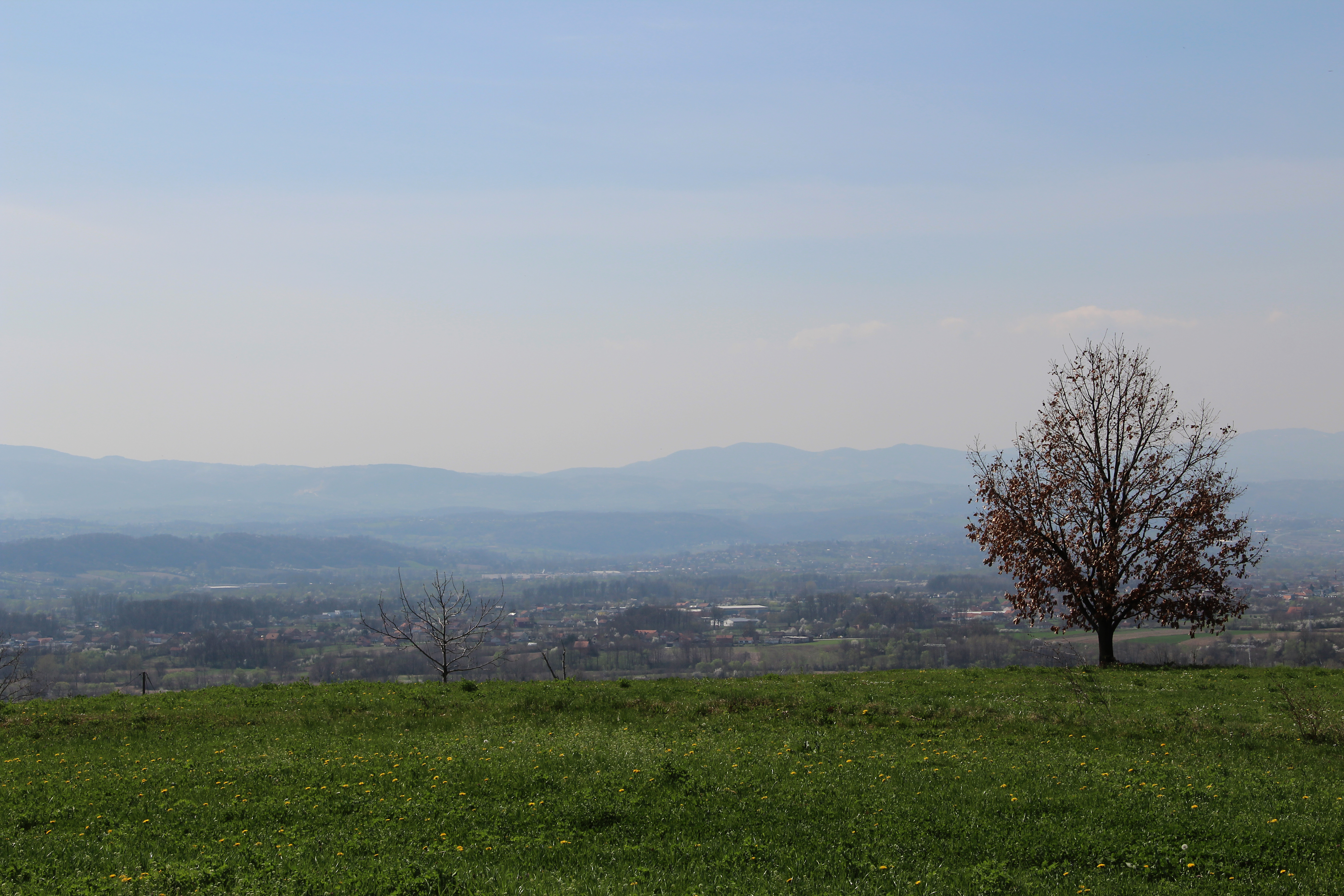
Lukavac - panorama
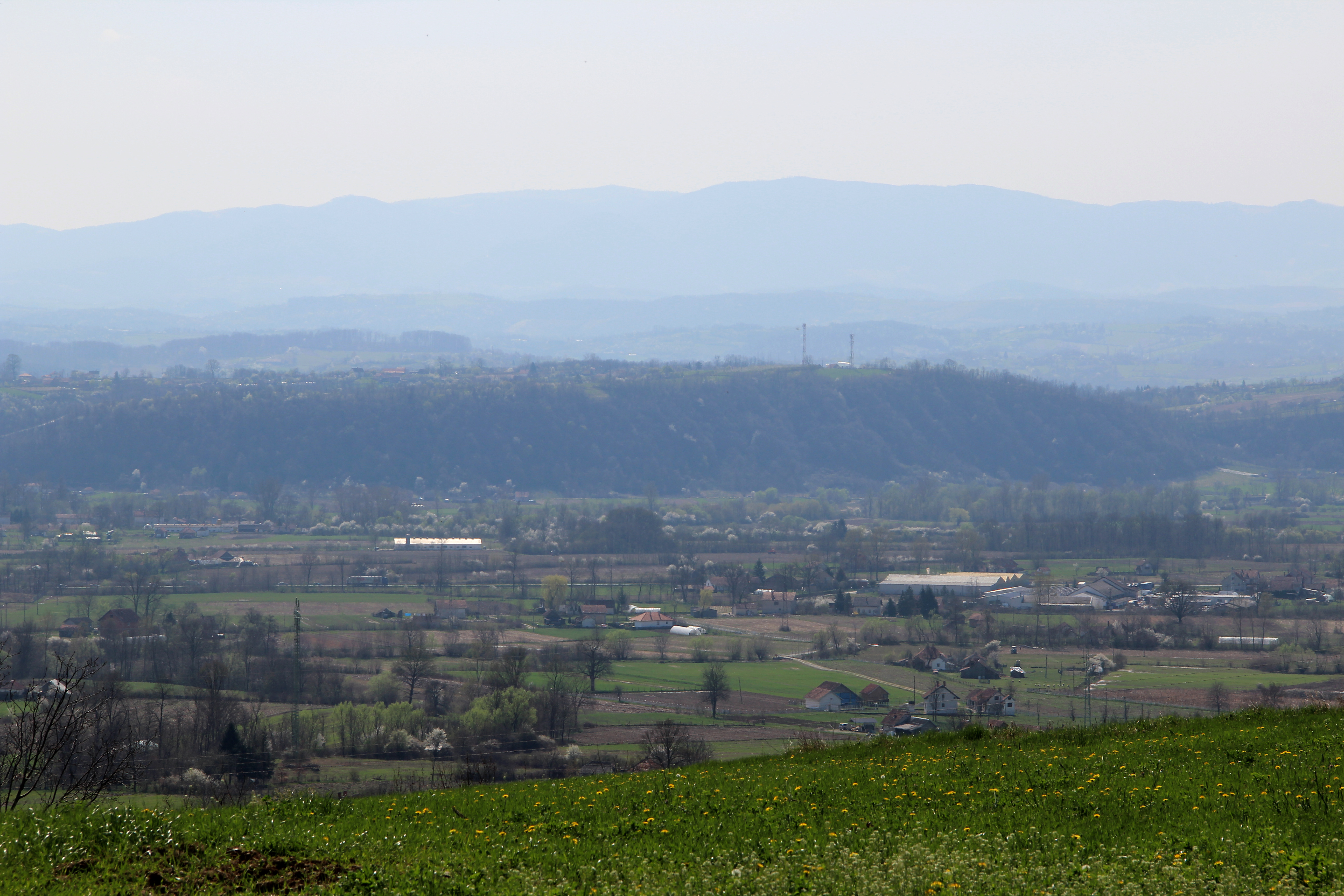
Lukavac - panorama
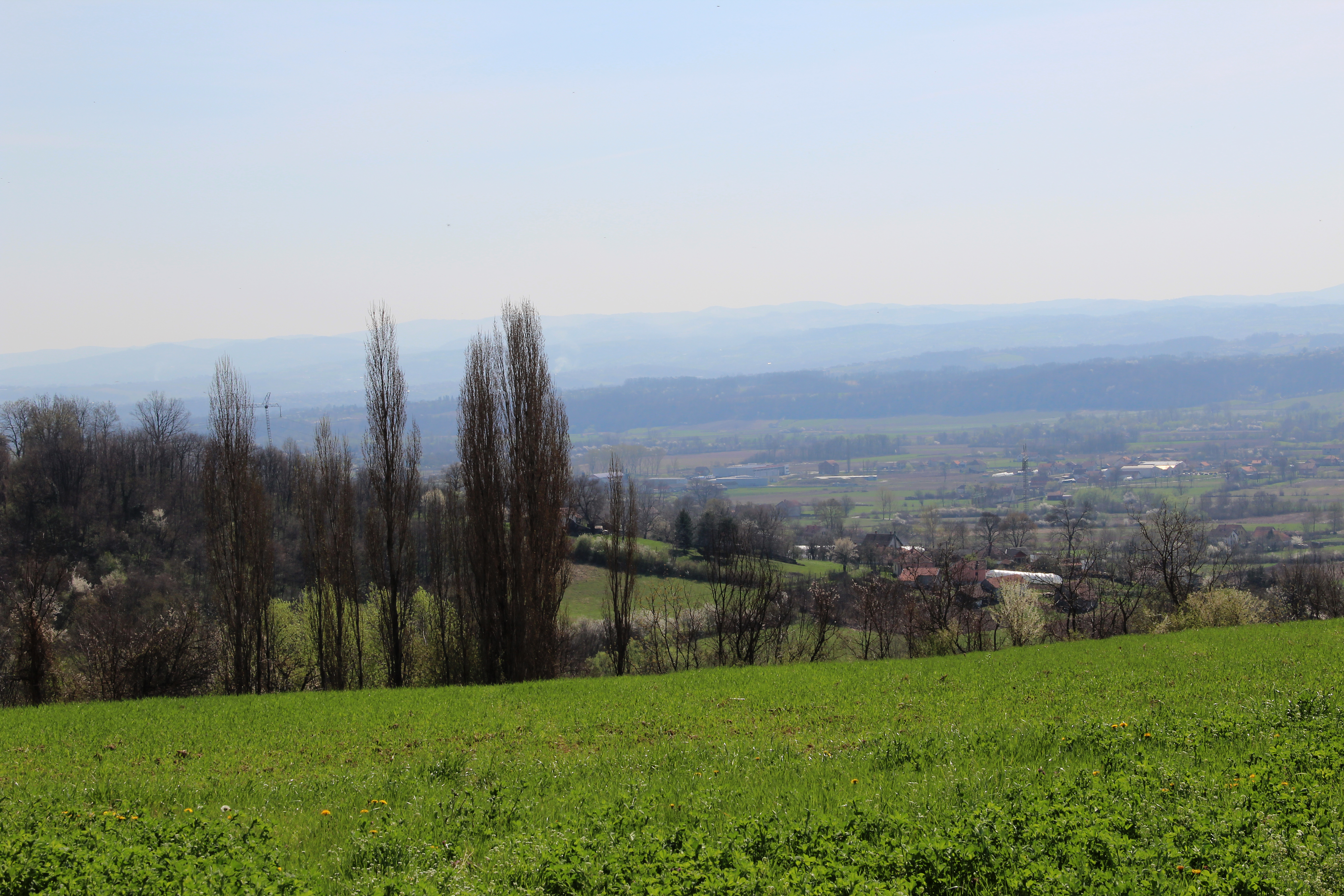
Lukavac - panorama
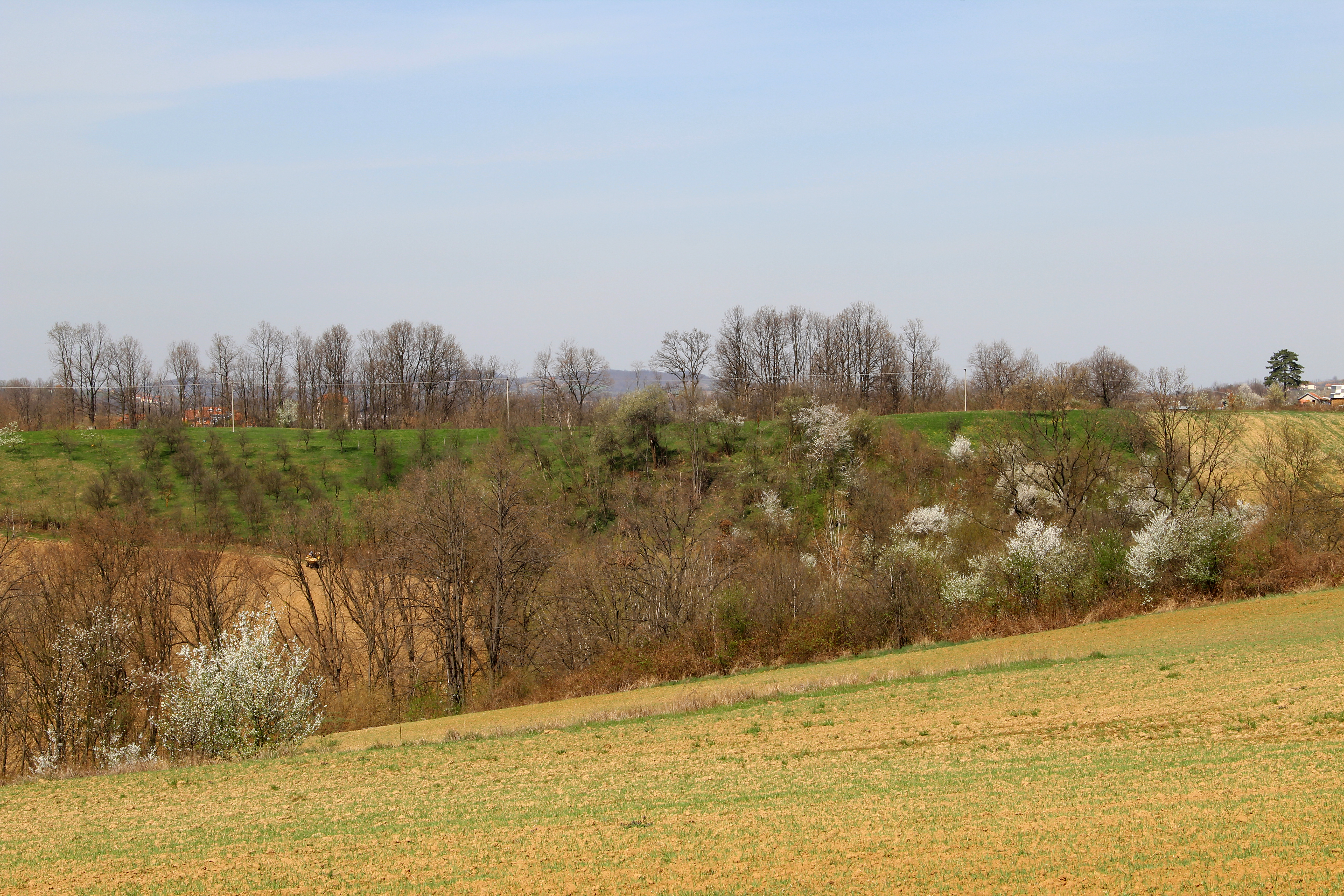
Lukavac - panorama
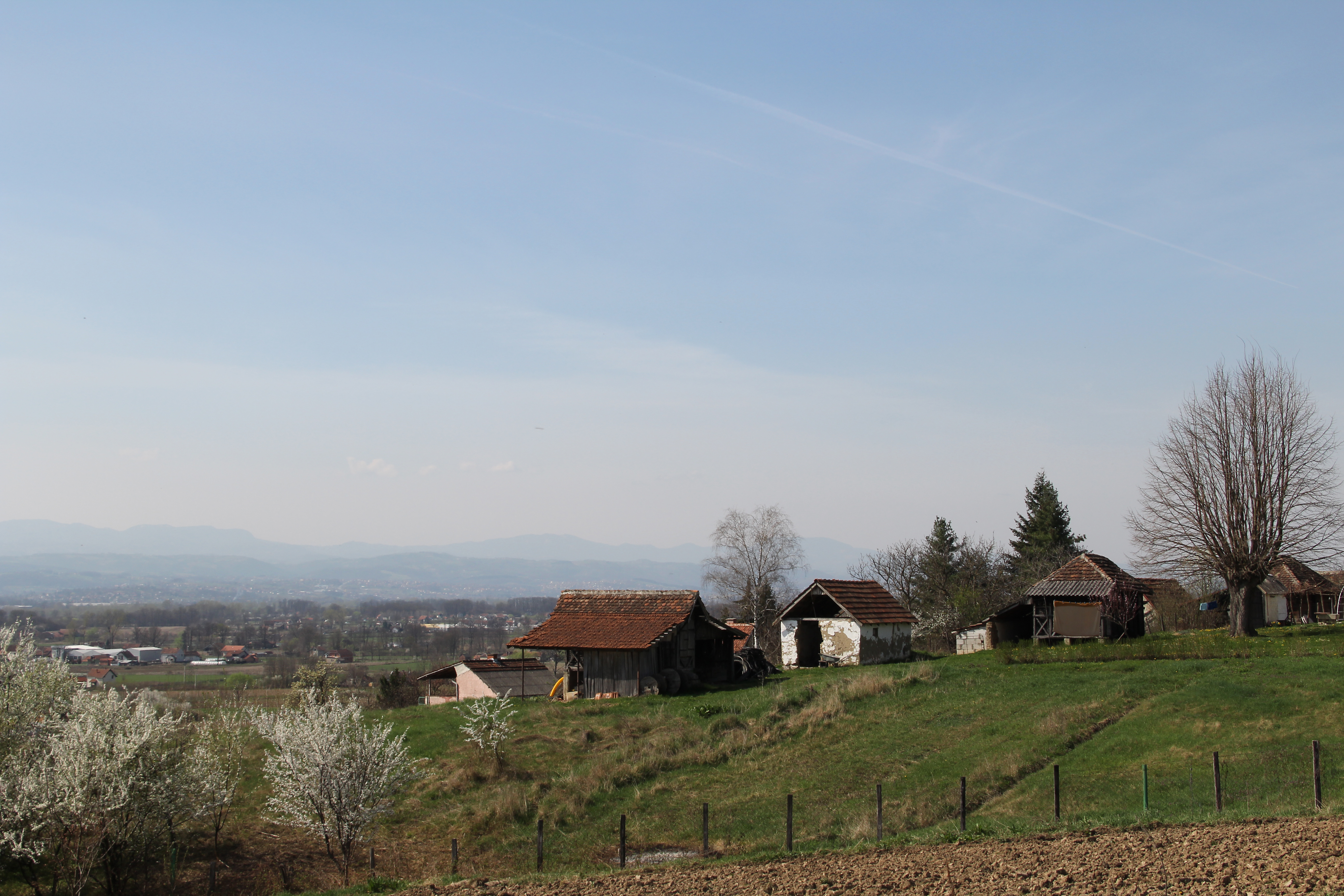
Lukavac - landelijke woning
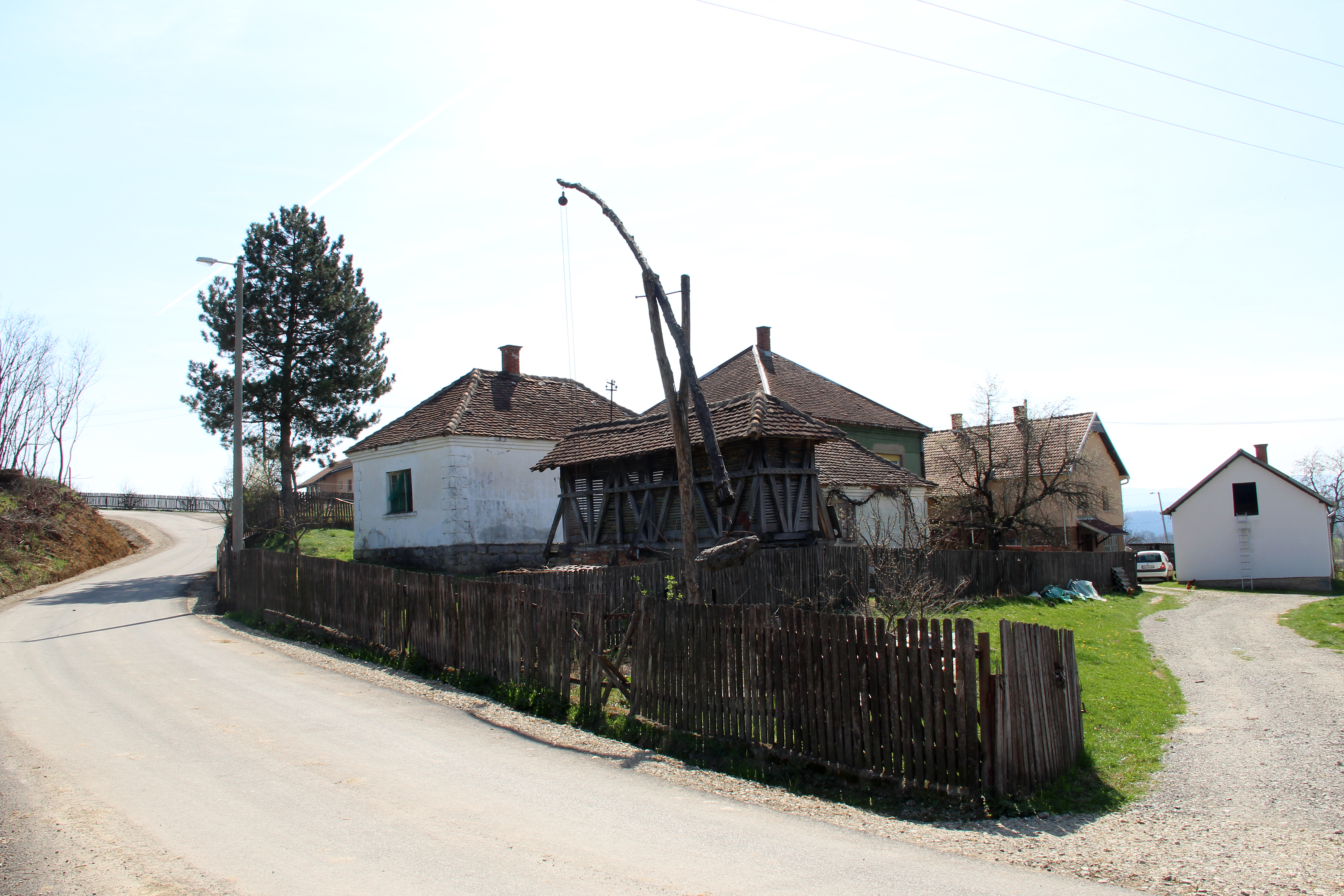
Lukavac - landelijke woning
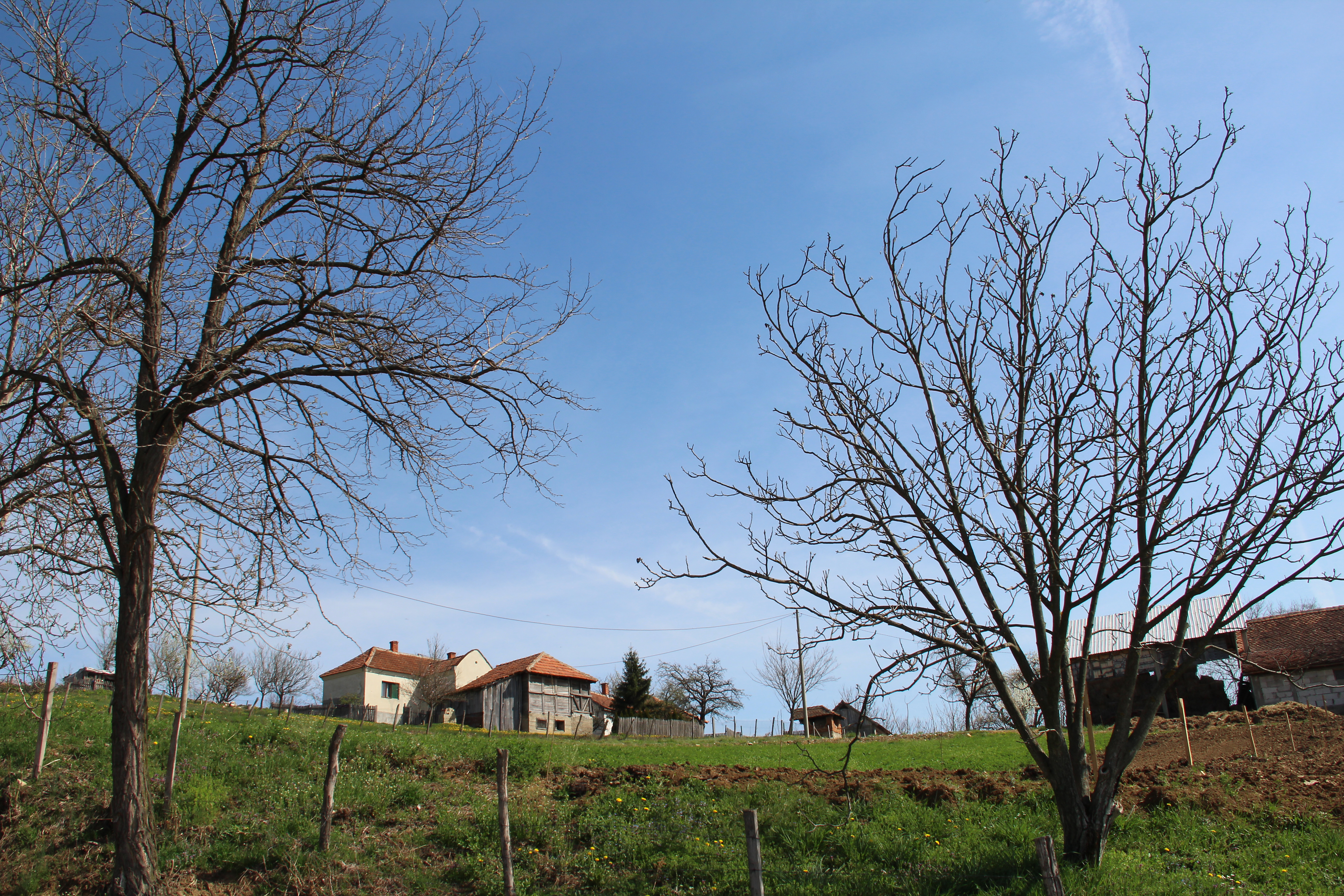
Lukavac - landelijke woning